# Fromental
Fromental, auf Okzitanisch Fromentau, ist eine Gemeinde mit 517 Einwohnern (Stand 1. Januar 2022) an der Semme in Frankreich. Sie gehört zur Region Nouvelle-Aquitaine, zum Département Haute-Vienne, zum Arrondissement Bellac und zum Kanton Ambazac. Die Nachbargemeinden sind Saint-Amand-Magnazeix im Nordwesten, Saint-Maurice-la-Souterraine im Nordosten, Fursac mit Saint-Pierre-de-Fursac im Osten, Folles im Südosten und Bessines-sur-Gartempe im Südwesten.

## Bevölkerungsentwicklung
| Jahr      | 1962 | 1968 | 1975 | 1982 | 1990 | 1999 | 2004 | 2008 | 2009 | 2013 |
| --------- | ---- | ---- | ---- | ---- | ---- | ---- | ---- | ---- | ---- | ---- |
| Einwohner | 751  | 709  | 604  | 508  | 530  | 451  | 534  | 533  | 532  | 535  |

## Verkehr
Fromental hat einen außerhalb des Orts gelegenen Bahnhof an der Bahnstrecke Les Aubrais-Orléans–Montauban-Ville-Bourbon und wird im Regionalverkehr mit TER-Zügen bedient.

## Sehenswürdigkeiten
- Kirche Saint-Martin
- Abtei
- Dolmen von Bagnol, Monument historique
- Menhir des Fichades, Monument historique
- Rocher des Fées ein Abri
- Schloss Montautre

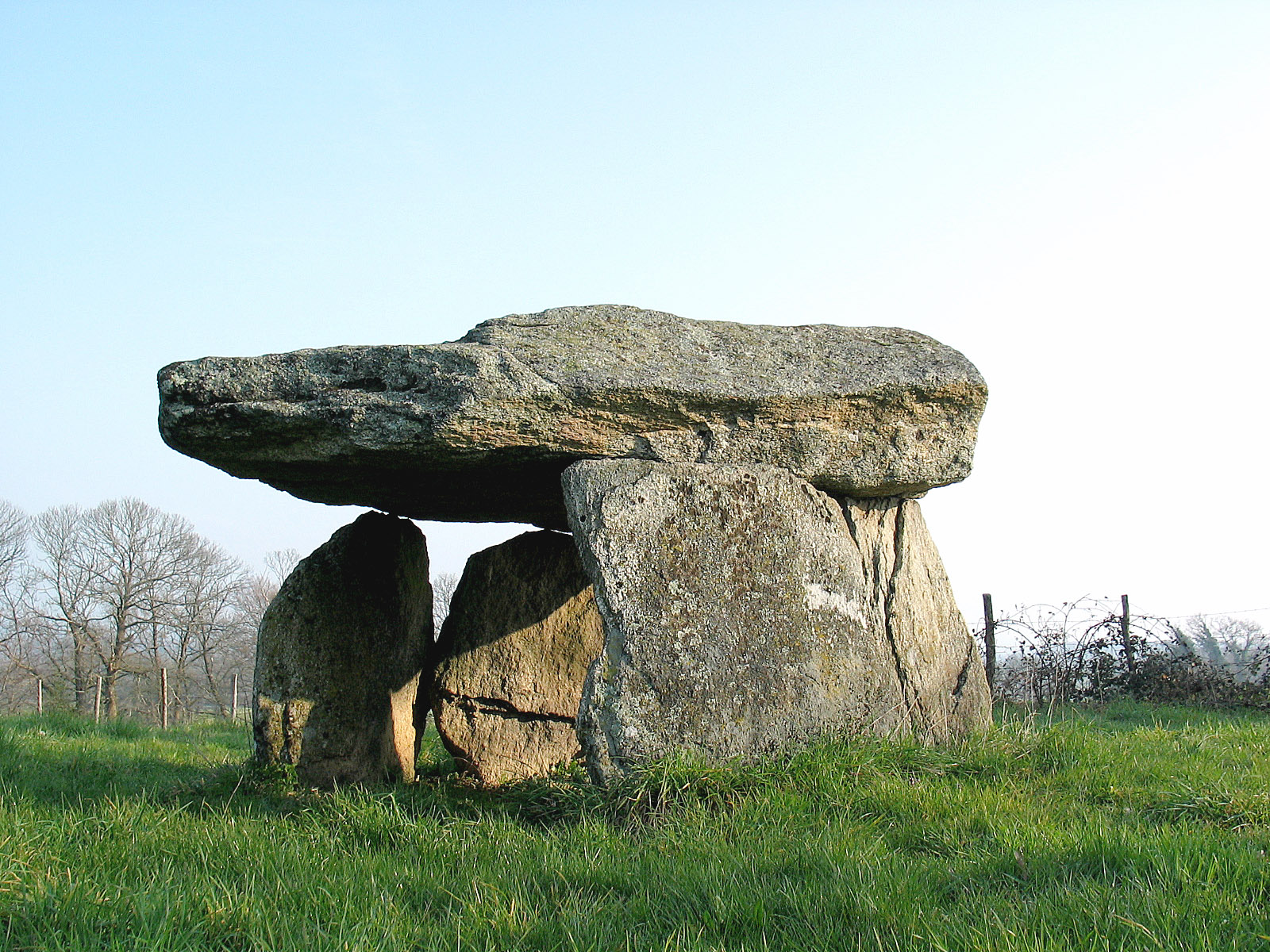
Dolmen de Bagnol
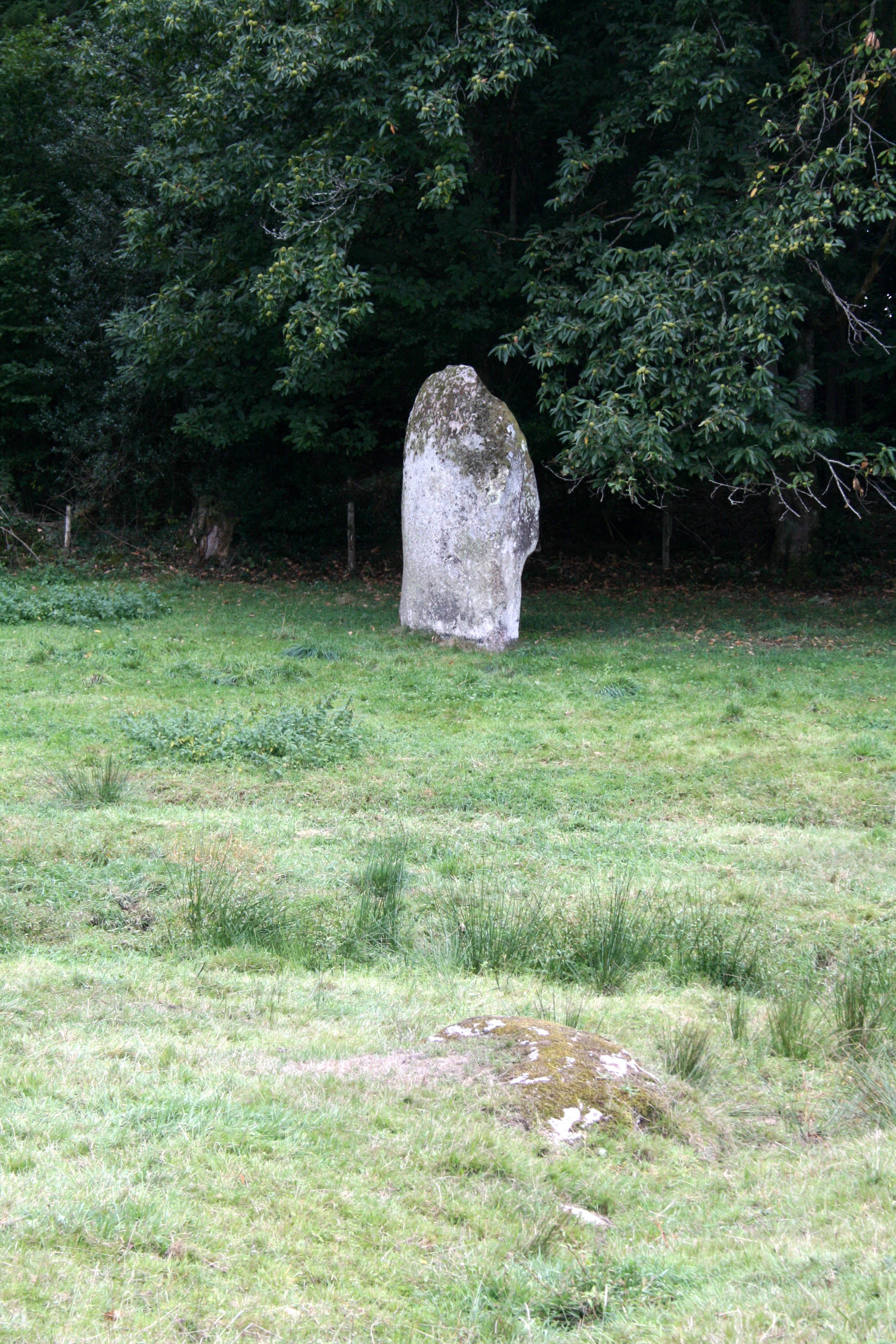
Menhir des Fichades
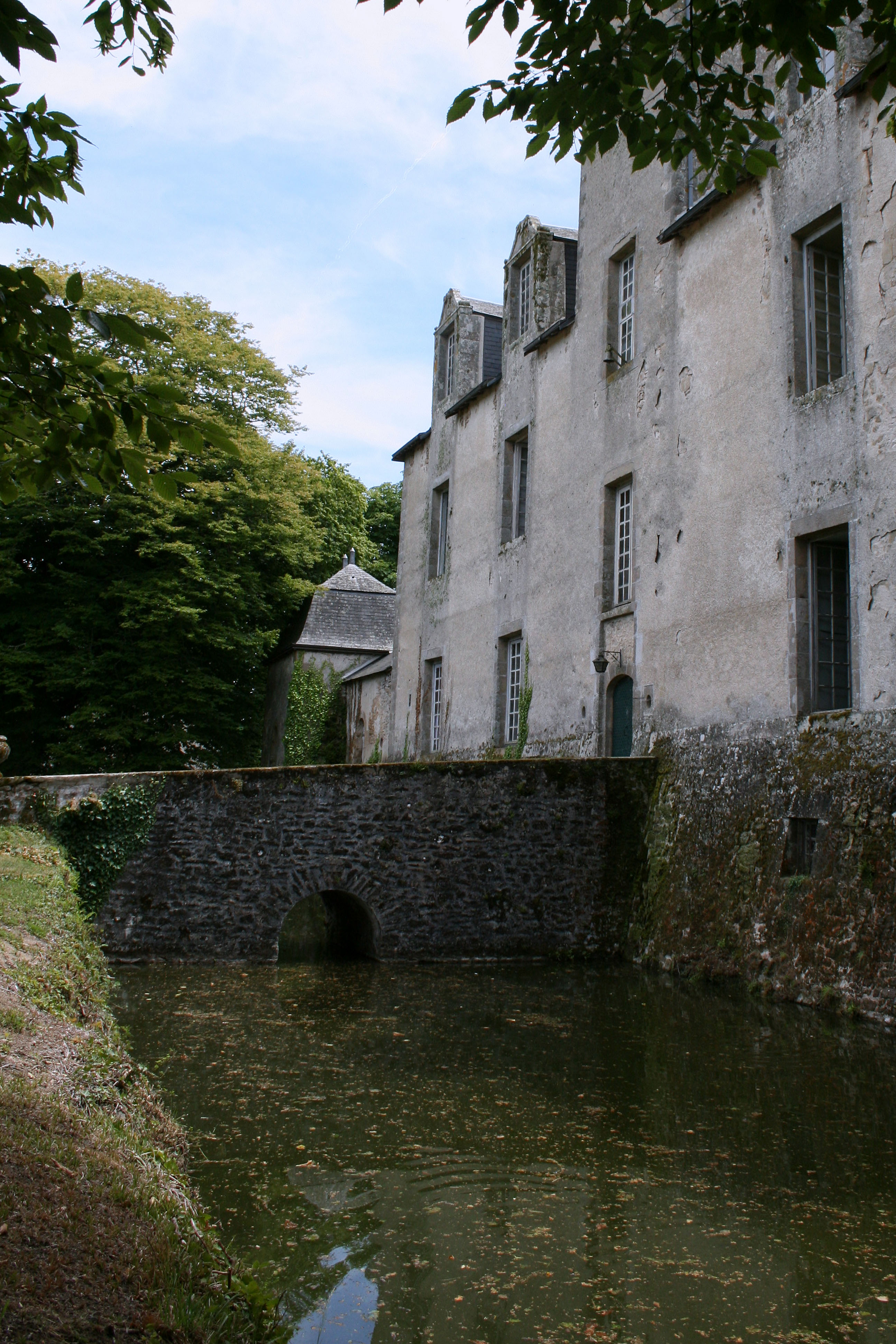
Schloss Montautre